# Ахали-Тержола
Ахали-Тержола (груз. ახალი თერჯოლა) — село в Грузии, на территории Тержольского муниципалитета края (мхаре) Имеретия.

## География
Село находится в западной части Грузии, в пределах междуречья Чхары и Хаучи, на расстоянии приблизительно 2 километров (по прямой) к северо-западу от города Тержола, административного центра муниципалитета. Абсолютная высота — 210 метров над уровнем моря.

## Население
По результатам официальной переписи населения 2014 года, в Ахали-Тержоле проживало 1170 человек (581 мужчина и 589 женщин). В национальной структуре населения грузины составляли 99,8 %, русские — 0,2 %.
| Год  | Население, человек |
| ---- | ------------------ |
| 2002 | 995                |
| 2014 | ↗ 1170             |